# Рудник Авангард
Рудник Авангард – гірничодобувне підприємство, що споруджується у Актюбінській області Казахстану для розробки мідно-цинкового родовища.
Розробку родовища Авангард організує "Русская медная компания", яка діє через «Актюбинскую медную компанию». Видобуток руди планується вести відкритим способом, при цьому глибина розкривних робіт становитиме 40 – 45 метрів (всього потрібно буде видалити 2,9 млн м3 розкривних порід). Восени 2023-го оглосили тендер на бурові роботи при спорудженні кар’єру.
Запаси руди родовища оцінюються у 2,2 млн тон із середнім вмістом міді 2,14% та цинку 1,8%. Максимальна річна потужність кар’єру становитиме 0,5 млн тон, а тривалість розробки запланована у 6 років.
Продукція рудника відправлятиметься для підготовки на Коктауську збагачувальну фабрику.